# Monti Bygynskij
I monti Bygynskij  (in russo Быгынский хребет?; in lingua sacha: Быгын сис) sono una catena montuosa della Siberia Orientale che fa parte del sistema montuoso dei monti di Verchojansk. Si trovano nella Sacha (Jacuzia), in Russia.

## Geografia
I Bygynskij si allungano per circa 120 km in direzione nord-ovest/sud-est nella parte sud-occidentale del sistema di Verchojansk, parallelamente ai monti Muosučanskij (a est). A ovest la valle del Ljapiske e del suo tributario Buruolach li dividono dalla catena dei monti Kuturginskij. Il limite settentrionale è dato dal fiume Djanyška. L'estremità sud-orientale è delimitata dalla valle del Buruolach. Il punto più alto della catena è un picco senza nome di 1152 m. Il Ljapiske e un altro suo affluente, il Muosučan, attraversano la catena nella parte centrale.